# Nolda Römer-Kenepa
Nolda Cira Römer-Kenepa (Willemstad, 31 januari 1953) is een Curaçaos politica, historica en archivaris. Zij was waarnemend gouverneur van Curaçao van 2013 tot 2019.

## Leven en werk
Nolda Kenepa werd op 31 januari 1953 geboren in Willemstad. Ze studeerde moderne geschiedenis aan de Vrije Universiteit Amsterdam. In 1980 behaalde ze haar doctoraal met de scriptie Vrouwenleven op Curaçao: Laat achttiende eeuw en vroeg negentiende eeuw, waarin zij de sociale positie beschreef van zowel witte als zwarte vrouwen in de slavenmaatschappij en hoe de stratificatie onder vrouwen was. Hiermee was zij een van de eersten die de marginalisering van vrouwen op Curaçao tijdens de slaventijd onder de loep nam. Ze onthulde dat bij vrouwelijke slaven er sprake was van dubbele uitbuiting: vanwege huidskleur en gender.
Van 1980 tot 1988 was Römer-Kenepa onderzoeker aan het Centraal Historisch Archief (CHA) van de Nederlandse Antillen en aansluitend aan het Nationaal Archief Curaçao. Tevens was zij van 1980 tot 1990 adjunct-directeur en werd in 1999 tot directeur benoemd. Zij publiceerde als onderzoeker en schreef tal van artikelen voor het CHA-blad Lantèrnu en andere bladen. In 1991 werd ze coördinator van de werkgroep geschiedenis in het Overlegorgaan tussen Curaçao en Nederland. Ze werd in 1991 lid van de Rijksadviesraad voor Curaçaose monumenten.
Römer-Kenepa specialiseerde zich in archiefbeheer aan de Archiefschool in Den Haag tussen 1988 en 1991 en in 1992 kwalificeerde zij zich als hoger archivaris. Zij was van 1994 tot 2006 lid van de uitvoerende raad van CARBICA, de Caribische regionale tak van de Internationale Archiefraad (ICA). Zij organiseerde het International African Diaspora Congress in 2003 en de tweede Annual Conference on the Preservation of Archives in Tropical Climates. Ze was gastvrouw van de Internationale Conferentie van de Ronde Tafel over Archieven (CITRA) op Curaçao in 2006, en van 2008 tot 2012 was ze vice-voorzitter (CITRA) van de ICA. In november 2019 werd zij, samen met Simon Chu en Adrian Cunningham, door de ICA onderscheiden met een Fellowship.
Op 25 juni 2013 werd Römer-Kenepa door waarnemend gouverneur van Curaçao, Adèle van der Pluijm-Vrede, in Fort Amsterdam beëdigd tot waarnemend gouverneur en haar plaatsvervanger. De benoeming van een tweede waarnemer volgde nadat gouverneur Goedgedrag wegens ziekte enige tijd vervangen moest worden. Zij heeft de functie zes jaar vervuld. Op 3 juni 2019 werd zij opgevolgd door Michèle Russel-Capriles.
Römer-Kenepa is gehuwd en heeft een zoon. In 2013 werd zij onderscheiden als Ridder in de Orde van Oranje-Nassau.

## Publicaties (boekvorm)
- Römer-Kenepa, Nolda C. (1980). Vrouwenleven op Curaçao: laat achttiende eeuw en vroeg negentiende eeuw : hoofdvakskriptie "nieuwe tijd".
- Gibbes, F. E., Römer-Kenepa, Nolda C., Scriwanek, Max A. (1999). De bewoners van Curaçao, vijf eeuwen lief en leed 1499-1999. Stichting Curaçao 1499-1999. ISBN 978-99904-0-327-5.
- Römer-Kenepa, Nolda C. (2006). Hospital St. Elisabeth 1855 - 2005: 150 Aña Di Kuido Ku Amor. De Curaçaosche Courant. ISBN 978-99904-0-644-3.
- Römer-Kenepa, Nolda C. (2012). Brief History of Curaçao. National Archives Curaçao. ISBN 978-99904-1-616-9.
- Römer-Kenepa, Nolda C. (2013). Presidente di Parlamento di Antia Ulandes i di Kòrsou: number dos den herarkia estatal : 75 aña demokrasia parlamentario. De Curaçaosche Courant.
- Gibbes, F. E., Römer-Kenepa, Nolda C., Scriwanek, Maximiliaan A. (Max) (2015). De Curacaoënaar in de geschiedenis 1499 - 2010: dediká na e yu'i Kòrsou. Stichting Nationale Geschiedenis. ISBN 978-99904-60-11-7.